# Rhinopalpa eunice
Rhinopalpa eunice är en fjärilsart som beskrevs av Hans Fruhstorfer 1897. Rhinopalpa eunice ingår i släktet Rhinopalpa och familjen praktfjärilar. Inga underarter finns listade.